# Día de la Educación Parvularia y del Educador de Párvulos
El Día de la Educación Parvularia y del Educador de Párvulos fue instaurado en Chile, con el nombre Día de la Educación Parvularia, en 1991, durante el mandato del Presidente Patricio Aylwin y con el apoyo de todos los sectores políticos; fue la forma de destacar el importante rol de estos profesionales en el sistema educativo nacional. En 1993 se le dio su nombre actual.
Se celebra el 22 de noviembre, fecha que corresponde a la creación, en 1944, de la primera escuela de Educación Parvularia en la Universidad de Chile.